# Caladenia pusilla
Caladenia pusilla är en orkidéart som beskrevs av Winifred Mary Curtis. Caladenia pusilla ingår i släktet Caladenia och familjen orkidéer. Inga underarter finns listade i Catalogue of Life.